# Folke Lindqvist
Nils Folke Lindqvist, född 6 oktober 1932 i Östersunds församling, Jämtlands län, är en svensk musiker, dragspelare och kompositör.

## Biografi
Folke Lindqvist började spela dragspel redan som sjuåring. Han blev medlem och kapellmästare i gammeldansorkestern Bröderna Lindqvist sedan 1954, men har också framträtt med en mängd andra artister, bland annat som husbandets kapellmästare i TV-programmet Nygammalt. Under 1990- och 2000-talet har Folke Lindqvist, vid sidan om åtagandena med Bröderna Lindqvist bland annat turnerat med Trio me' Bumba.
Han blev 1991 mottagare av Jämtlands läns landstings kulturpris "Peterson-Berger-priset" tillsammans med Örjan Lindqvist och Åke Lindqvist samt fick 2003 Jämtlandsgillets i Stockholms kulturstipendium. År 2006 fick han - tillsammans med Örjan Lindqvist - Per Stiernströms kulturstiftelses hedersutmärkelse år 2006. 
År 2007 utsågs Folke Lindqvist till årets dragspelare av Sveriges Dragspelares Riksförbund, SDR, och fick 2008 Norrlandsförbundets hedersbelöning Olof Högbergplaketten för Jämtlands län. 
Bland Folke Lindqvists mest uppmärksammade kompositioner finns "Aspåsar'n" samt "Friska drag". Folke Lindqvist står också som upphovsman till "Gubben Lindqvists polkett" (tillsammans med Åke Lindqvist).

### Familj
Folke Lindqvist är son till fiolspelmannen "gubben" Nicanor Lindqvist.